# 大山祇神社 (新上五島町今里郷)
大山祇神社（おおやまづみじんじゃ）は、長崎県新上五島町今里郷に鎮座する神社である。

## 祭神
大山祇命、事代主命を祀る。

## 歴史
創建年代は不詳。江戸時代中期に記された今里村の地図に当社が記されていることから、それ以前に創建されたものである。当初、郷内別地に石祠のみ奉祀し、明治16年（1883年）に新社殿を造営。しかし境内地が狭かったため、大正3年（1914年）9月に現在地に奉遷し、昭和27年（1952年）に社殿を新築した。

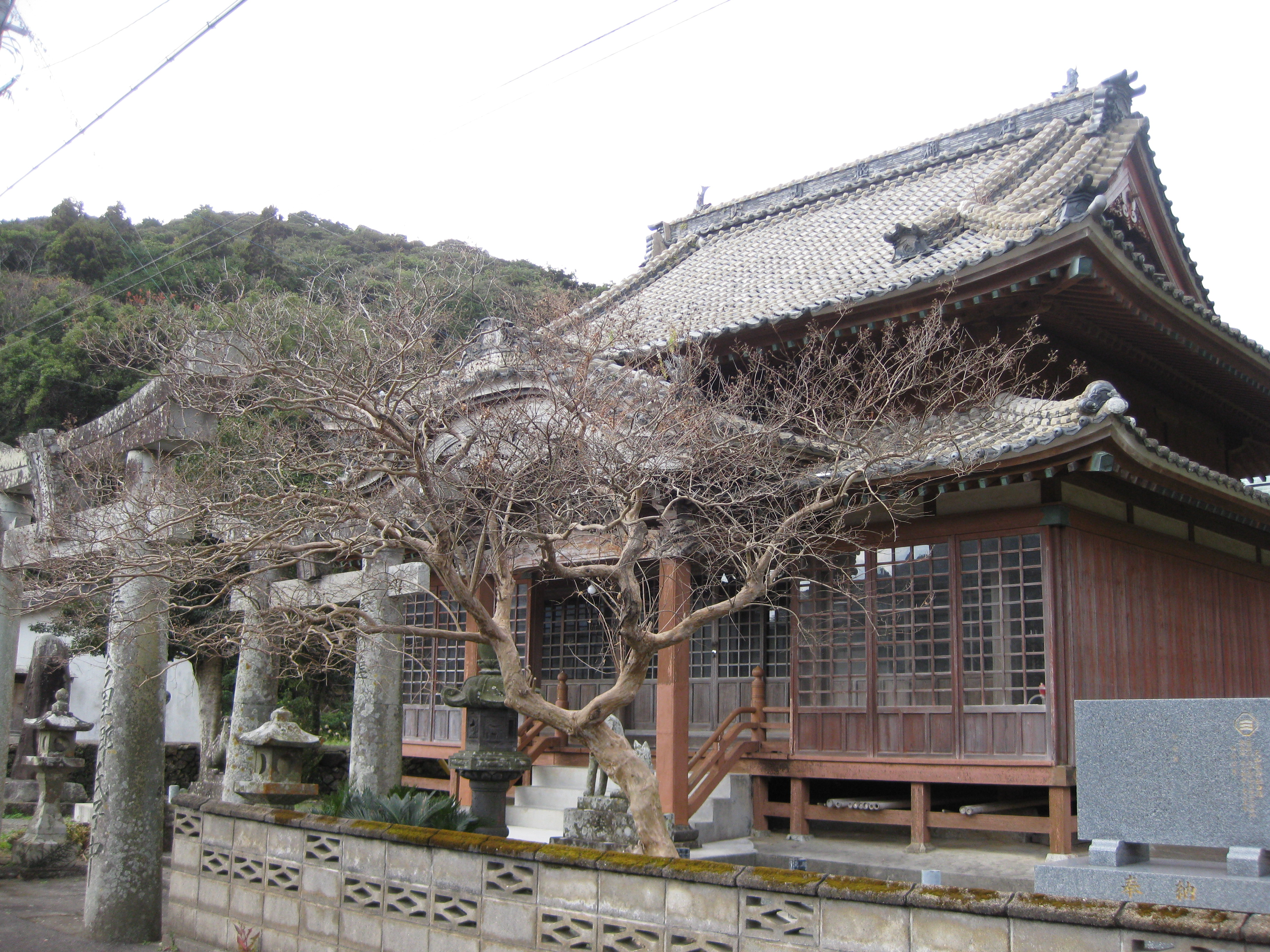
社殿

明治7年（1874年）5月5日に無格社に列せられる。大正2年（1923年）10月3日に、郷内・蛭子神社を合祀した。

## 祭祀
当社は旧上五島町内に鎮座するが、神楽を伝承していない荒川郷・雄嶽日枝神社の神主が受け持っている関係から上五島神楽の奉納はない。
主な祭礼・神事
- 初祈祷（的射神事）（1月8日）
- 例大祭（1月23日）

## その他の神社
隣接する三日ノ浦郷に金刀比羅神社が、道土井郷に大山祇神社がある。

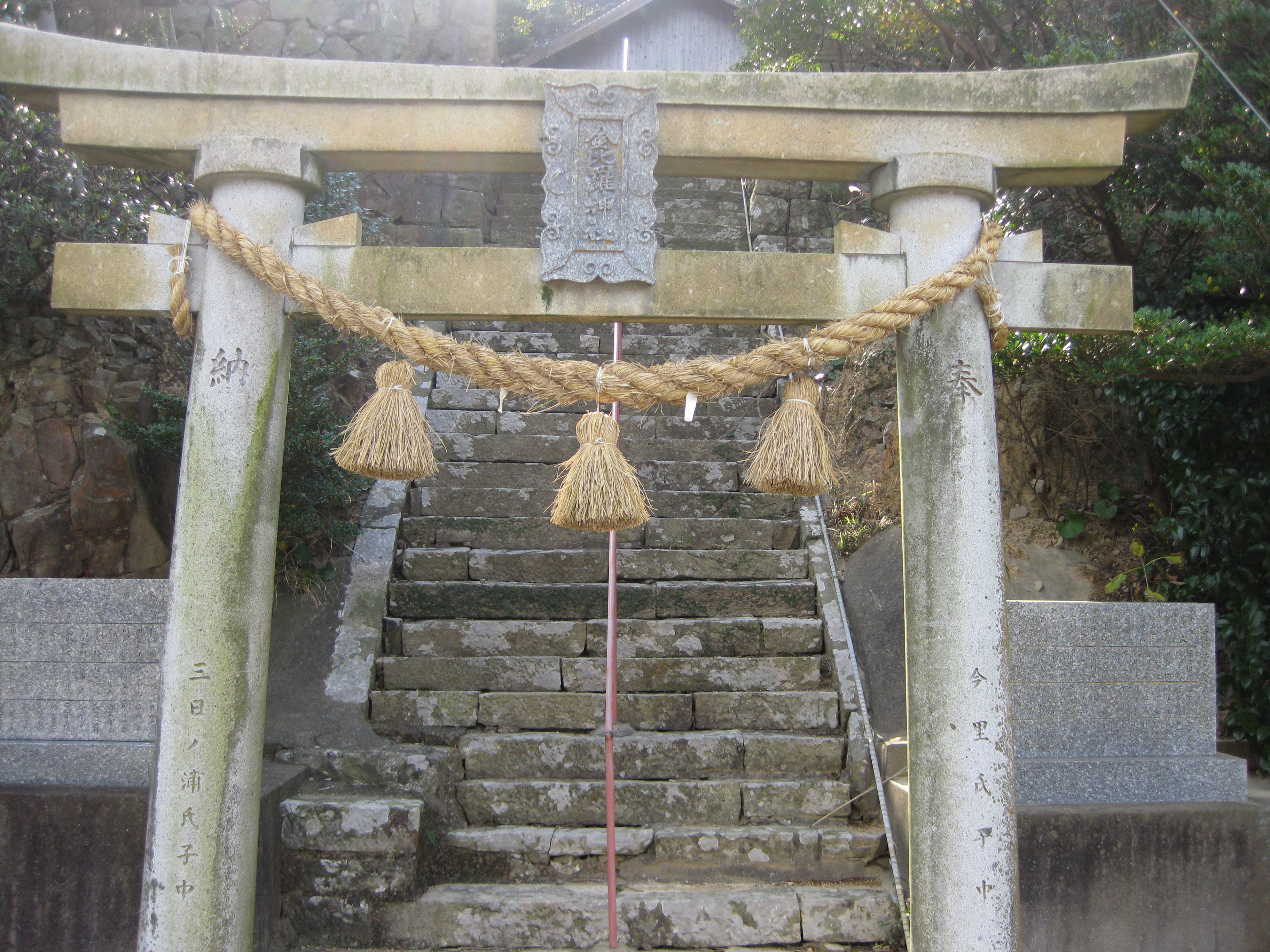
金刀比羅神社
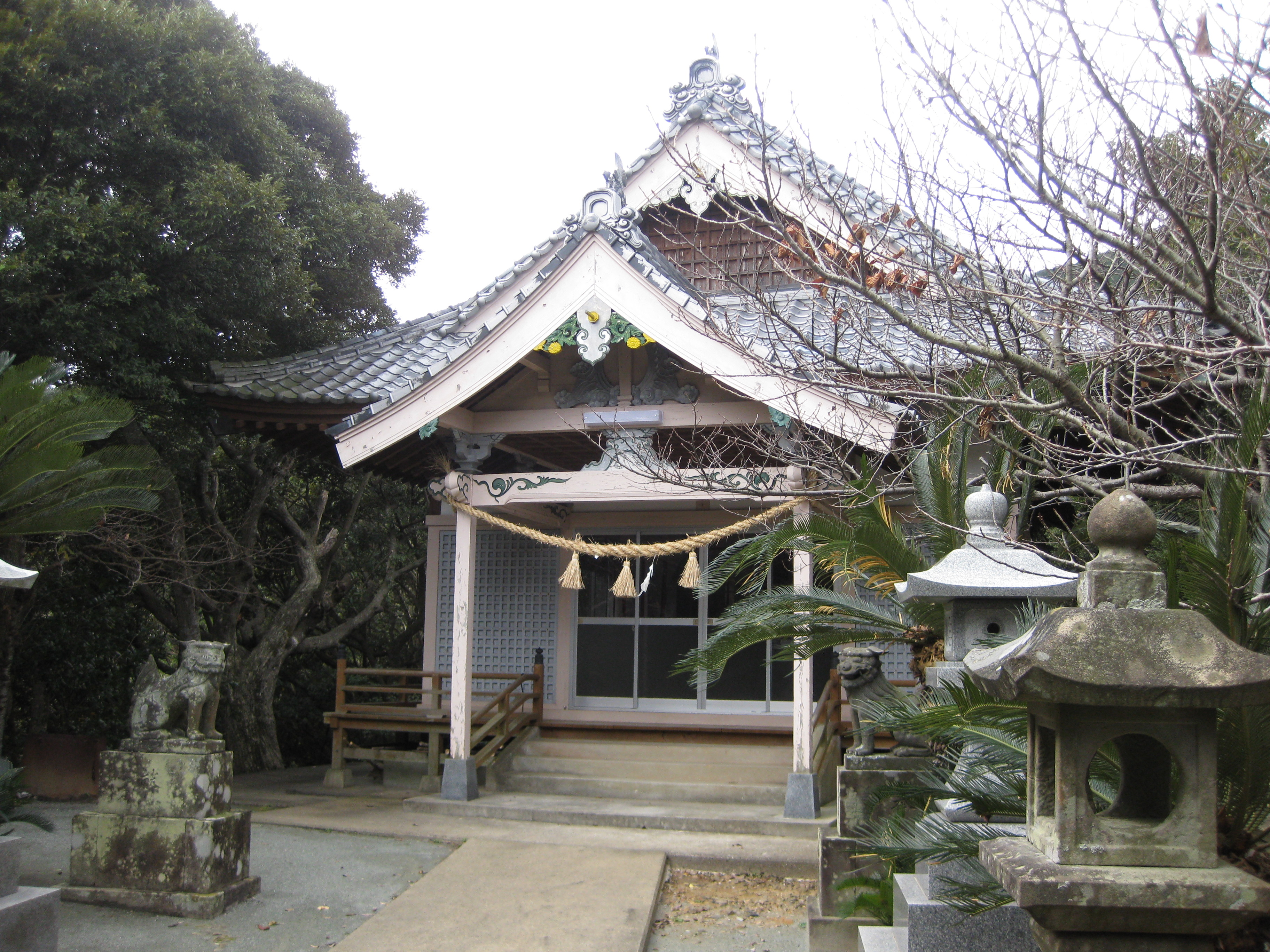
大山祇神社